# Castelos cátaros

Distribuição dos Castelos Cátaros.

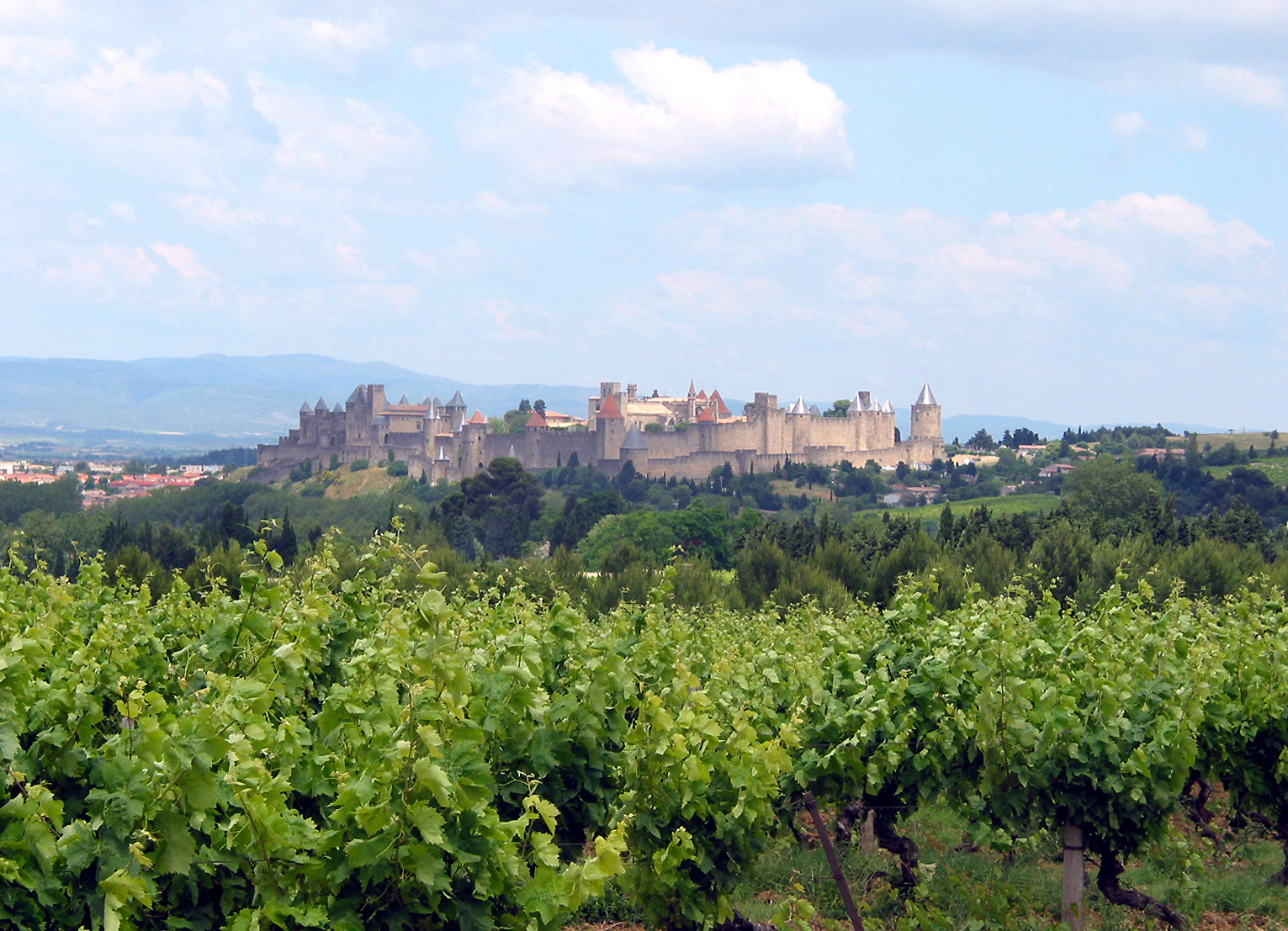
Cidadela de Carcassone.

A expressão "castelos cátaros" vem sendo utilizada modernamente pela indústria do turismo [carece de fontes?], do mesmo modo que a expressão País cátaro, para designar arbitráriamente um conjunto de castelos erguidos pela Coroa Francesa na região do Languedoc (Sul da França), ao final da Cruzada albigense.[carece de fontes?] Alguns destes locais haviam se constituído, antes do período monárquico, em povoações fortificadas capazes de defender os cátaros, tendo sido, após o esmagamento da heresia, transformadas em autênticas cidadelas.

## Os verdadeiros "castelos cátaros"
Na região do Languedoc, os únicos verdadeiros "castelos cátaros" constituíam-se em pequenas povoações fortificadas ("castrum"), tais como Laurac, Fanjeaux e Mas-Saintes-Puelles. Alguns locais, como o Lastours-Cabaret, Montségur, Termes ou Puilaurens, foram "castra" antes de serem arrasados e transformados em cidadelas reais. A lenda acerca dos arquitectos e construtores cátaros não passa de um mito.[carece de fontes?] Os únicos monumentos que testemunharam os acontecimentos da primeira metade do século XIII, e portanto os únicos que poderiam reivindicar o título de "Cátaros", uma vez que esta seita[carece de fontes?] nunca construiu algo[carece de fontes?], são alguns pequenos castelos, freqüentemente totalmente desconhecido do público, cujas ruínas esparsas estão distantes das rotas dos turistas.

## As cidadelas reais

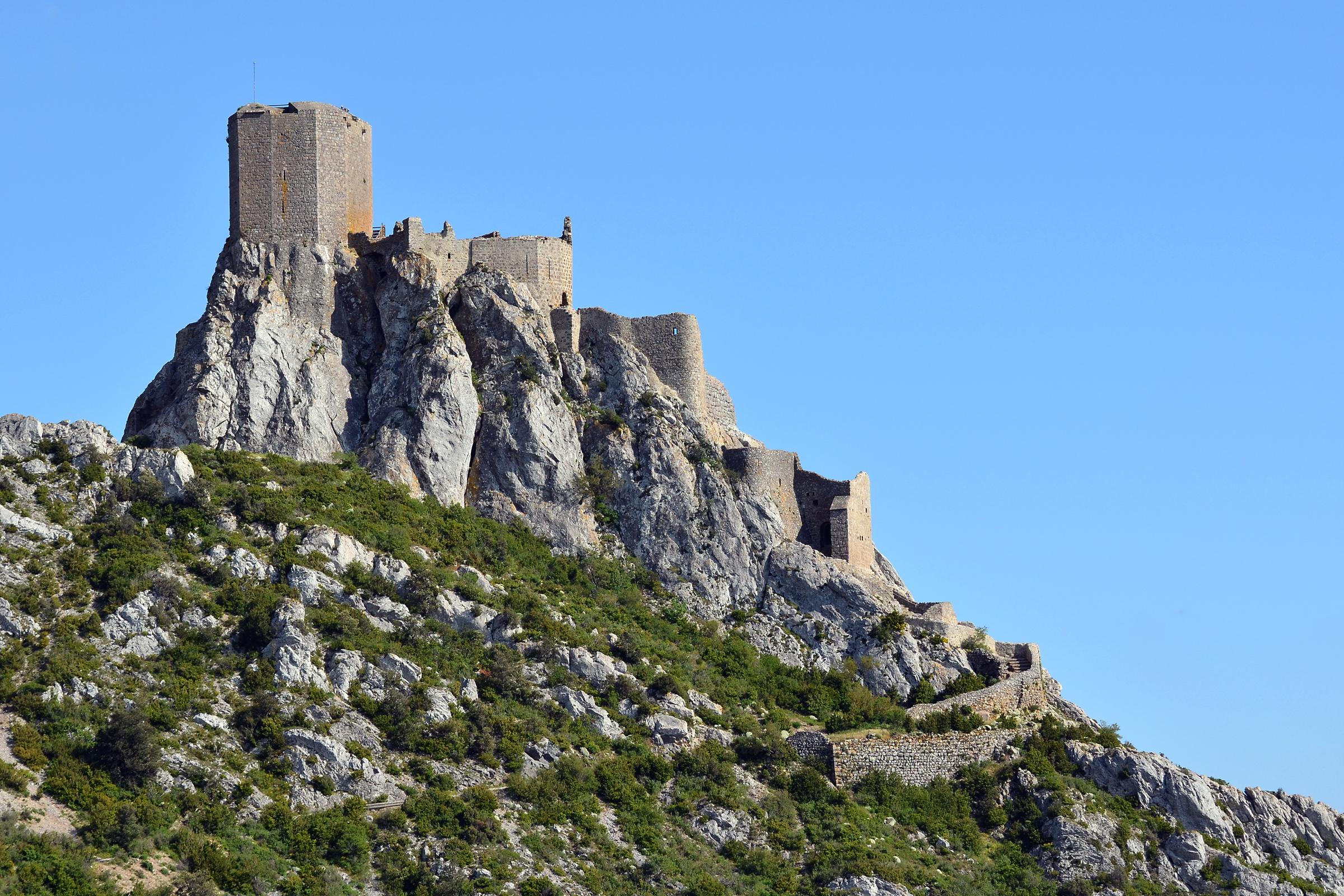
Castelo de Quéribus, França.

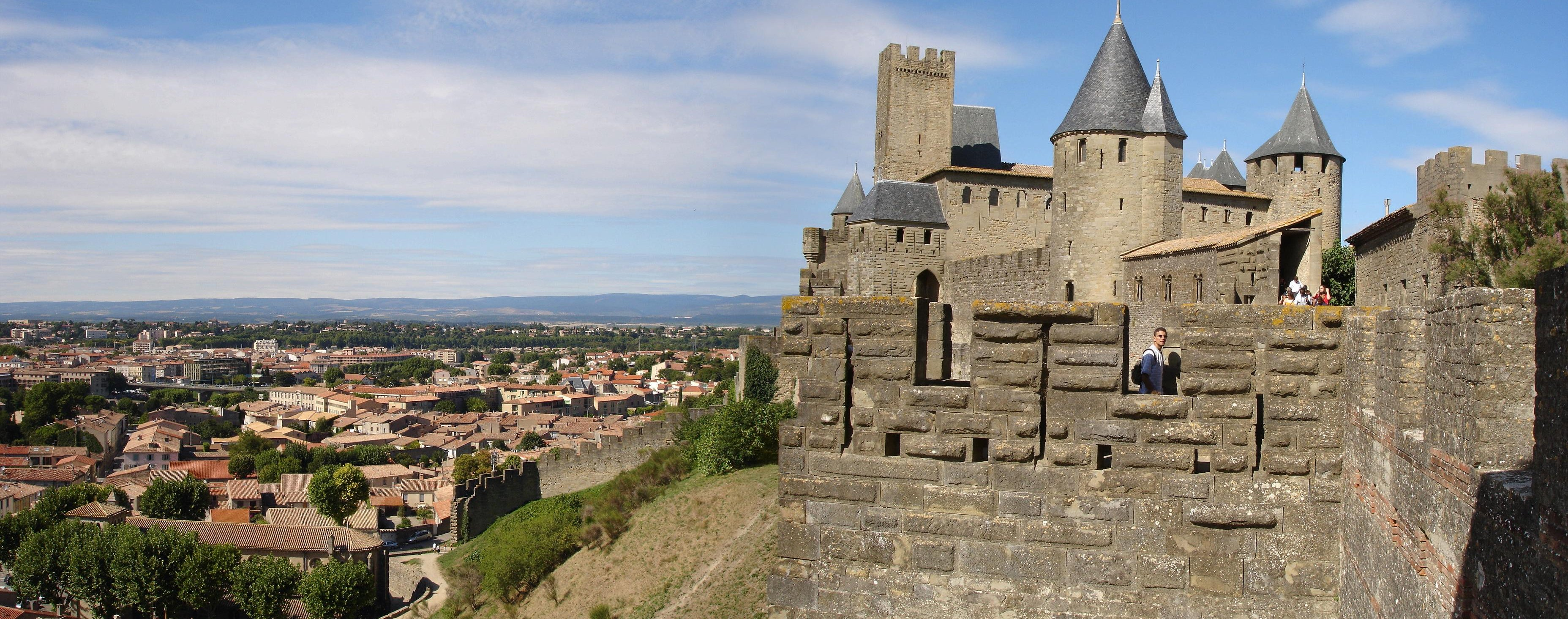
Cidadela de Carcassone, França: vista parcial da cidade, a partir das muralhas do castelo.

A seguir à mal-sucedida tentativa de recapturar Carcassonne por parte das forças sob o comando de Raimundo II, visconde de Trencavel em 1240, a cidade foi consideravelmente reforçada pelo soberano francês, novo senhor da região. Para complemento e reforço dessa defesa, fez aplainar cinco pequenos "castra" na região de Corbières, constituindo cidadelas para proteger a fronteira com o reino de Aragão. Estes cinco castelos freqüentemente são chamados de "cinq fils de Carcassonne" (os cinco filhos de Carcassonne). São eles os:
- Castelo de Peyrepertuse
- Castelo de Quéribus
- Castelo de Aguilar
- Castelo de Puilaurens
- Castelo de Termes

## O abandono das cidadelas
Em 1659, os reis Luís XIV de França e Filipe IV de Espanha assinaram o Tratado dos Pirenéus, selado com o casamento da Infanta Maria Teresa de Espanha com o soberano francês. Esse tratado modificou as fronteiras, dando o Russilhão à França e movendo a fronteira para o Sul, para a crista dos Pirenéus, onde se encontra atualmente. As antigas fortalezas lindeiras, desse modo, perderam a sua função estratégica. Algumas mantiveram guarnições por algum tempo, algumas até à Revolução Francesa, mas, progressivamente, todas entraram em decadência,[carece de fontes?] algumas tendo se tornado redis de ovelhas e outras esconderijo de malfeitores.[carece de fontes?]

## Outros "castelos cátaros"

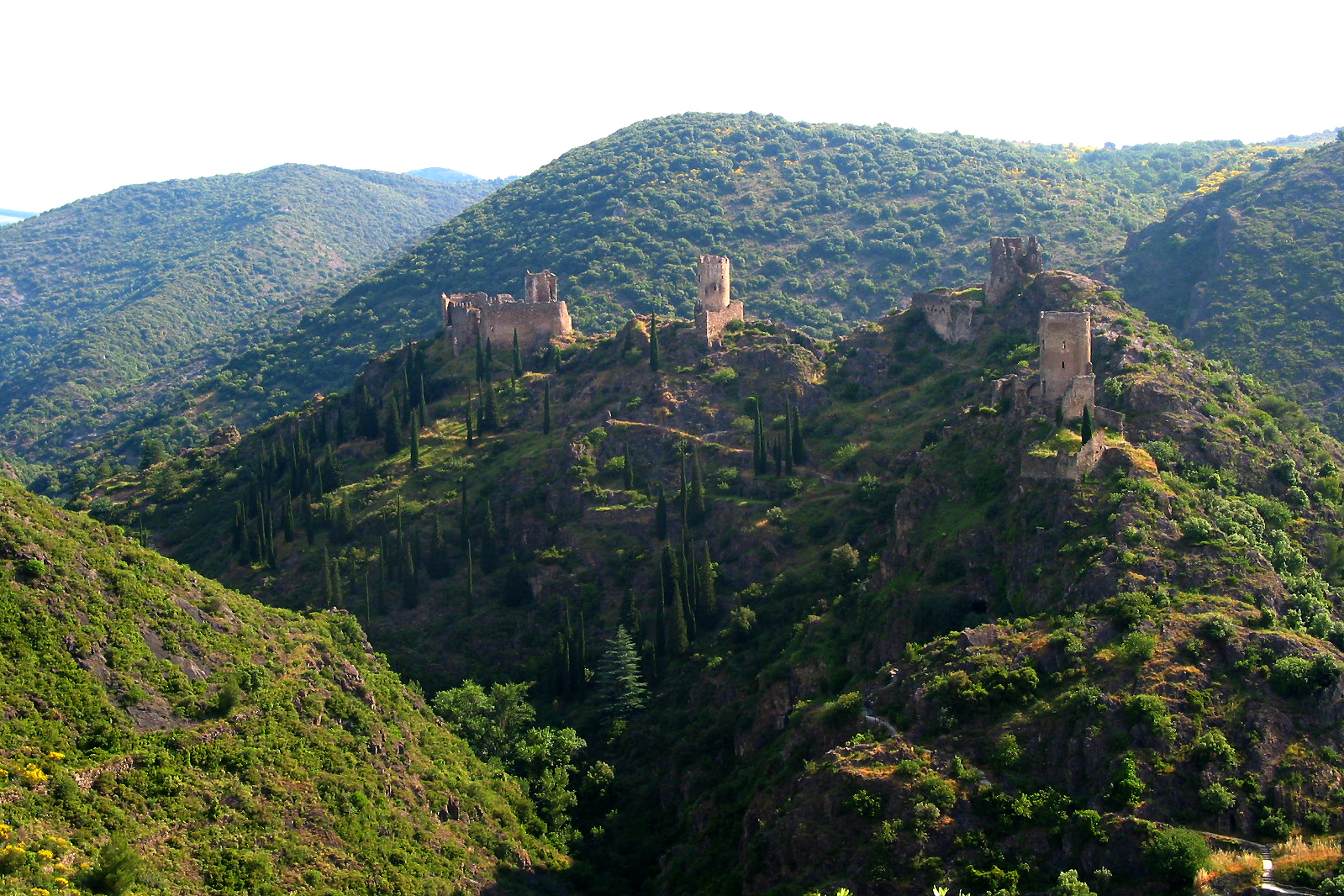
Lastours, Castelos Cátaros (século XI).

- Castelo de Arques
- Castelo de Durfort
- Castelo de Lastours
- Castelo de Montségur
- Castelo de Padern
- Castelo de Pieusse
- Castelo de Puivert
- Rennes-le-Château
- Castelo de Roquefixade
- Castelo de Saissac
- Castelo de Usson